# Claire Hardaker (linguiste)
Pour les articles homonymes, voir Claire Hardaker.
Claire Hardaker (née le 16 janvier 1981) est une linguiste britannique. Depuis 2013, elle travaille au Département de linguistique et de langue anglaise de l'université de Lancaster. Ses recherches portent sur la linguistique judiciaire et la linguistique de corpus, plus précisément sur le langage trompeur, manipulateur et agressif dans une gamme de données en ligne. Elle a ainsi enquêté sur des comportements allant du trollage et de la désinformation à la traite des êtres humains et aux escroqueries en ligne.

## Biographie
Hardaker naît à Dewsbury et grandit dans le petit village de Tyersal, à Bradford. Elle fréquente la Tong High School (en) jusqu'en 1995 et passe ses A Levels au Bradford College (en).
Hardaker obtient une maîtrise en études linguistiques en 2007 et un doctorat en linguistique en 2012 à l'université de Lancaster, après avoir soutenu une thèse consacrée au trollage. Elle enseigne la langue anglaise et la linguistique à l'université du Lancashire central à la même époque. Hardaker est engagée à l'université de Lancaster en 2013.
Hardaker a été chercheur principal (PI) et co-chercheur (CI) dans le cadre de subventions de recherche de l'Economic and Social Research Council (en) (ESRC) du Royaume-Uni.
Dans le cadre d'une subvention de 5 millions de livres accordée au Centre for Corpus Approaches to Social Sciences (CASS), Hardaker enquête sur différentes manifestations d'abus en ligne, y compris les stratégies, les motivations et les réponses.
Hardaker fait des apparitions à la télévision et à la radio, ainsi que dans des documentaires,,, podcasts,, et dans la presse écrite du monde entier,, sur des sujets allant de l'abus en ligne,,,,, au mot de l'année, au langage des enfants en ligne,,,, au décryptage du manuscrit de Voynich,. Ses recherches ont été discutées à la Chambre des communes du Royaume-Uni et elle a écrit pour des journaux tels The Guardian, The Observer, The Independent, The Conversation et Political Studies Association.
Hardaker siège au comité de rédaction d'Internet Pragmatics, dirige le Forensic Linguistics Research Group (FORGE,) à l'Université de Lancaster, est la co-créatrice du logiciel libre FireAnt, conçu pour collecter, filtrer, et exporter des données Twitter, et elle publie un podcast mensuel intitulé en clair. Chaque épisode couvre généralement un cas impliquant la linguistique médico-légale, les mystères du langage, la détection littéraire, le décryptage des codes et des langues non déchiffrées, ainsi que d'autres formes d'intrigue linguistique,.

## Études sur le trollage

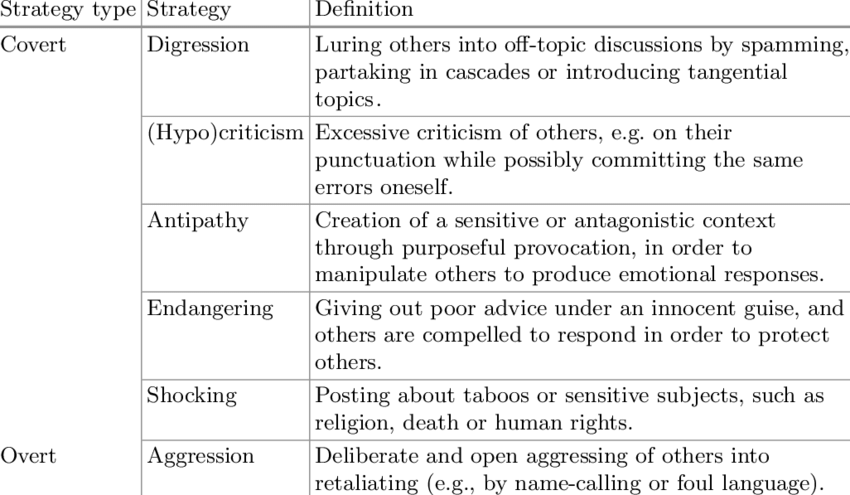
Tableau résumant les six stratégies de trollage identifiées par Claire Hardaker, rangées sur un axe allant de la plus dissimulée à la plus manifeste,.

Claire Hardaker part du postulat selon lequel la communication assistée par ordinateur peut permettre aux utilisateurs de communiquer rapidement et facilement entre eux alors qu'ils sont séparés par le temps et l'espace. Cette communication peut également fournir divers degrés d'anonymat qui peuvent encourager un sentiment d'impunité et la liberté d'être tenus responsables de comportement en ligne inappropriés. Un tel mode de communication est donc   un terrain fertile pour étudier l'impolitesse, qu'elle se produise en réponse à une menace perçue (flaming) ou comme une fin en soi (trolling). L'impolitesse, la courtoisie, la grossièreté et la nétiquette, font l'objet de nombreuses discussions et débats, pourtant, le phénomène de la communication en ligne du trolling n'est pas correctement saisi par cette terminologie. C'est dans ce cadre que Claire Hardaker propose une définition précise du phénomène du  trolling : 

« L'utilisation (perçue comme) délibérée dans la communication virtuelle d'impolitesse/agression, de tromperie et/ou de manipulation pour créer un contexte conduisant à déclencher ou à accroître un conflit, souvent pour s'amuser
. »

Elle nuance toutefois ultérieurement cette définition, estimant qu'il est « possible de trouver tant de dénotations et d'usages divergents [de la notion de trollage] que cela rend presque impossible d'en donner une définition claire ».